# Cary Joji Fukunaga
Cary Joji Fukunaga (ur. 10 lipca 1977 w Alamedzie) – amerykański reżyser, scenarzysta i operator filmowy. Laureat nagrody Emmy za reżyserię odcinka serialu Detektyw.

## Filmografia

### Filmy
| Rok  | Tytuł                  | Reżyser | Producent | Scenarzysta | Uwagi        |
| ---- | ---------------------- | ------- | --------- | ----------- | ------------ |
| 2009 | Chinatown Film Project | T       |           | T           | też operator |
| 2009 | Ucieczka z piekła      | T       |           | T           |              |
| 2011 | Jane Eyre              | T       |           |             |              |
| 2015 | Beasts of No Nation    | T       | T         | T           | też operator |
| 2017 | To                     |         |           | T           |              |
| 2021 | Nie czas umierać       | T       |           | T           |              |